# Condé-sur-l'Escaut
Condé-sur-l'Escaut é uma comuna francesa na região administrativa de Altos da França, no departamento do Norte. Estende-se por uma área de 18.4 km². Em 2010 a comuna tinha 9 641 habitantes (densidade: 524 hab./km²).